# Reppe (Territoire de Belfort)
Reppe település Franciaországban, Territoire de Belfort megyében. Lakosainak száma 324 fő (2022. január 1.). Reppe Vauthiermont, Bréchaumont, Chavannes-sur-l’Étang, Saint-Cosme és Fontaine községekkel határos.

## Népesség
A település népessége az elmúlt években az alábbi módon változott:
| Lakosok száma | 319  | 332  | 348  | 342  | 344  | 343  | 336  | 330  | 324  |
|               | 2013 | 2015 | 2016 | 2017 | 2018 | 2019 | 2020 | 2021 | 2022 |